# APA Hotel Osaka Higobashi Ekimae
Le APA Hotel Osaka Higobashi Ekimae (アパホテル大阪肥後橋駅前) est un gratte-ciel construit à Osaka (Arrondissement Nishi-ku) de 2006 à 2007. Il mesure 106 mètres de hauteur. 
Il abrite un hôtel de la chaine APA et comprend 850 chambres pour une surface de plancher de 16 199 m2.
L'immeuble a été conçu par la société Taisei Corporation.